# QCW-05
QCW-05 — пистолет-пулемет в компоновке булл-пап, разработанный и производимый Научно-исследовательским 208-м институтом Народно-освободительной армии Китая (НОАК) и Jianshe Industries Corporation из города Чунцин, входящего в состав China South Industries Group для Сухопутных войск Народно-освободительной армии, Сил специальных операций Народно-освободительной армии Китая и Народной вооруженной полиции . Это оружие предназначено для стрельбы дозвуковыми патронами 5,8×21 мм DCV05 , которые также используется в бесшумном пистолете QSW-06.

## Разработка
В октябре 2001 года корпорация Jianshe Industries (принадлежащая China South Industries Group) выиграла тендер на производство пистолета-пулемета НОАК нового поколения для замены пистолетов-пулеметов Type 79 и Type 85, обойдя других конкурентов, таких как Changfeng CF-05 благодаря простоты конструкции и эксплуатации. В 2005 году на Международной выставке полицейского оборудования в Пекине компания Jianshe представила свой конечный продукт, пистолет-пулемет в компоновке булл-пап со свободным затвором, внешне напоминающий штурмовую винтовку QBZ-95, получившую затем обозначение QCW-05. На выставке MILIPOL Expo 2006 публике была представлена более компактная полицейская и экспортная версия QCW-05 под названием «Jianshe JS 9mm». «JS 9 мм» предназначен для использования патрона 9 × 19 мм Parabellum . QCW-05 предназначен для использования в качестве оружия индивидуальной защиты НОАК на передовой для лиц, выполняющих небоевые функции, таких как экипажи транспортных средств и экипажи самолетов, которые обычно находятся в помещениях, где полноценная штурмовая винтовка была бы громоздкой, а также для специализированных оперативных подразделений НОАК и Народной полиции. 

## Особенности конструкции

Схема магазина QCW-05 рассчитанного на 50 патронов.

QCW-05 представляет собой пистолет-пулемет со свободным затвором, способный вести как полностью автоматический, так и полуавтоматический огонь. Имеет небольшой вес за счёт полимерной конструкции, что также способствует более быстрому массовому производству. На левой стороне оружия, прямо над рукояткой, находится переключатель режимов огня для большого пальца с полуавтоматическим положением (1), полностью автоматическим (2) и предохранителем (0), а также окном выброса гильз на правой стороне оружия. . К стволу пистолета крепится съемный металлический навинчивающийся цилиндрический глушитель. На ручке для переноски, расположенной над компактной алюминиевой ствольной коробкой, находится рукоятка заряжания. Использование дозвуковой пули 5,8 × 21 мм DV05 снизило её начальную скорость примерно до 150 м/с и дает пистолету-пулемету эффективную дальность стрельбы в 50 метров, что считается достаточным для бесшумного оружия. Боеприпасы подаются из съёмного изогнутого четырехрядного коробчатого магазина на пятьдесят патронов (еще одно первоначальное требование НОАК) в задней части пистолета-пулемета. 
Поскольку QCW-05 предназначен для общего военного использования, а не для использования только в специализированной роли, глушитель может быть помехой, когда ситуация требует акцента на характеристиках или размере оружия, а не на его возможностях шумоподавления. именно поэтому глушитель съемный, а в случае с вариантом QCQ-05 вообще отсутствует. После снятия глушителя QCW-05 по сути такой же, как QCQ-05, и также может стрелять патронами DAP92. QCW-05 имеет общую черту с другим оружием в компоновке булл-пап, заключающуюся в том, что он неоптимален для стрельбы с левого плеча из-за расположения окна выброса гильз и его близость к лицу стрелка. 

## Варианты

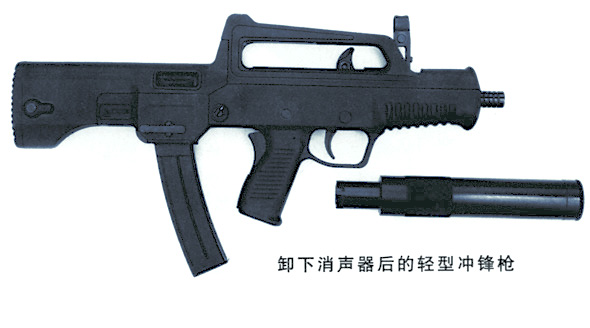
QCW-05 с глушителем

Есть два варианта QCW-05; JS 9 мм и QCQ-05.

### JS 9mm
Немного уменьшенная, несколько отличающаяся внешне версия QCW-05, предназначенная для использования в полиции и для экспорта за границу. JS 9 мм рассчитан на патрон 9 × 19 мм Парабеллум, и в нем также используются те же магазины на 30 патронов, что и в популярном пистолете-пулемёте Heckler & Koch MP5. Еще одно заметное отличие заключается в том, что у JS 9mm нет ручки для переноски, вместо этого сверху можно установить планку Пикатинни .

### QCQ-05
QCQ-05 (сокращение от китайского «Легкое штурмовое оружие, 2005»; официально переводится на пиньинь как Qiang Chōngfēng Qīngxíng, буквально «Пистолет, штурмовой, легкий») представляет собой вариант QCW-05 без глушителя и может использовать дозвуковой 5,8 × 21 мм DCV05. пистолетный патрон или пистолетный патрон 5,8 × 21 мм DAP92, который также используется в пистолете QSZ-92. Хотя QCQ-05 не поставляется штатно с глушителем, глушитель от QCW-05 все же можно установить и на QCQ-05. 

## Использованная литература
1. ↑  国产最新型QCW05式微声冲锋枪性能结构详解 (кит.). Sina.com (30 августа 2006). Дата обращения: 18 августа 2007. Архивировано 5 марта 2007 года.
2. 1 2  QCW05 5.8mm Silenced Submachine Gun. Sinodefence.com (9 февраля 2007). Дата обращения: 21 августа 2007. Архивировано 19 августа 2007 года.
3. ↑  国产最新型QCW05式微声冲锋枪(组图) (кит.). Kaifeng Public Security Department (24 сентября 2006). Дата обращения: 18 августа 2007. Архивировано из оригинала 14 декабря 2007 года.
4. ↑  Type 05 5.8mm / JS 9mm submachine gun (PR China). Дата обращения: 21 августа 2007. Архивировано из оригинала 22 августа 2007 года.
5. ↑  国产最新型QCW05式微声冲锋枪性能结构详解 (кит.). Armsky.com (30 августа 2006). Дата обращения: 21 августа 2007. Архивировано 17 марта 2007 года.